# 1458
Cette page concerne l'année 1458  du calendrier julien. Pour l'année 1458 av. J.-C., voir 1458 av. J.-C.
L'année 1458 est une année commune qui commence un dimanche.

## Événements

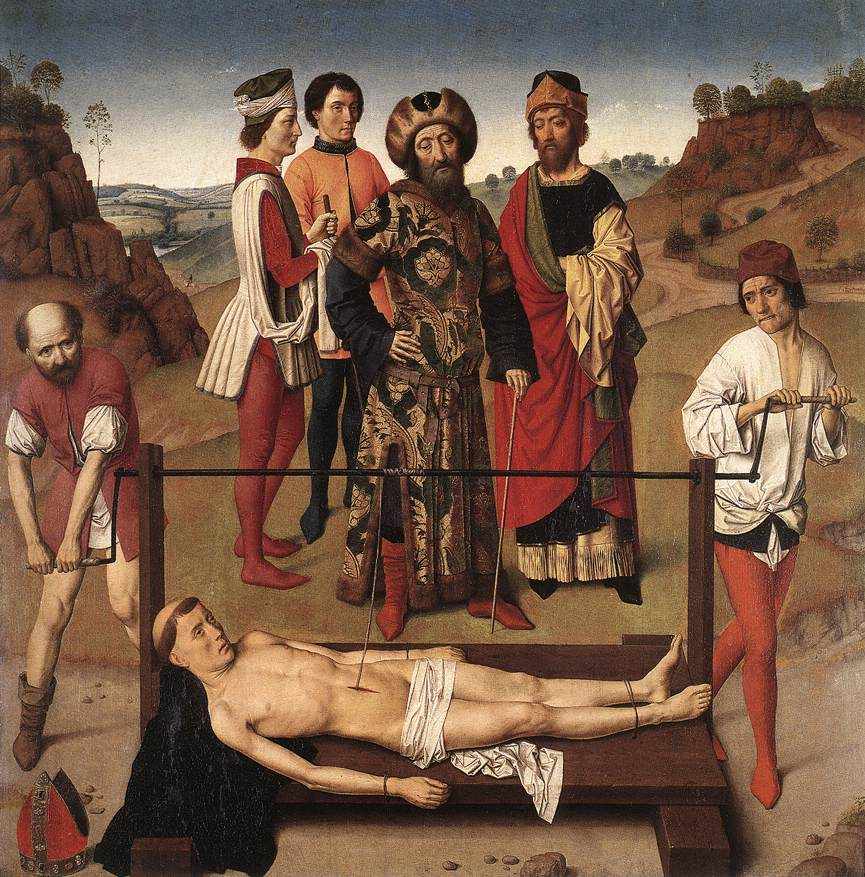
Martyre d'Érasme, de Dieric Bouts, peint en 1458

- 20 janvier : mort sans héritiers aptes à régner du despote serbe Lazar Branković[1].

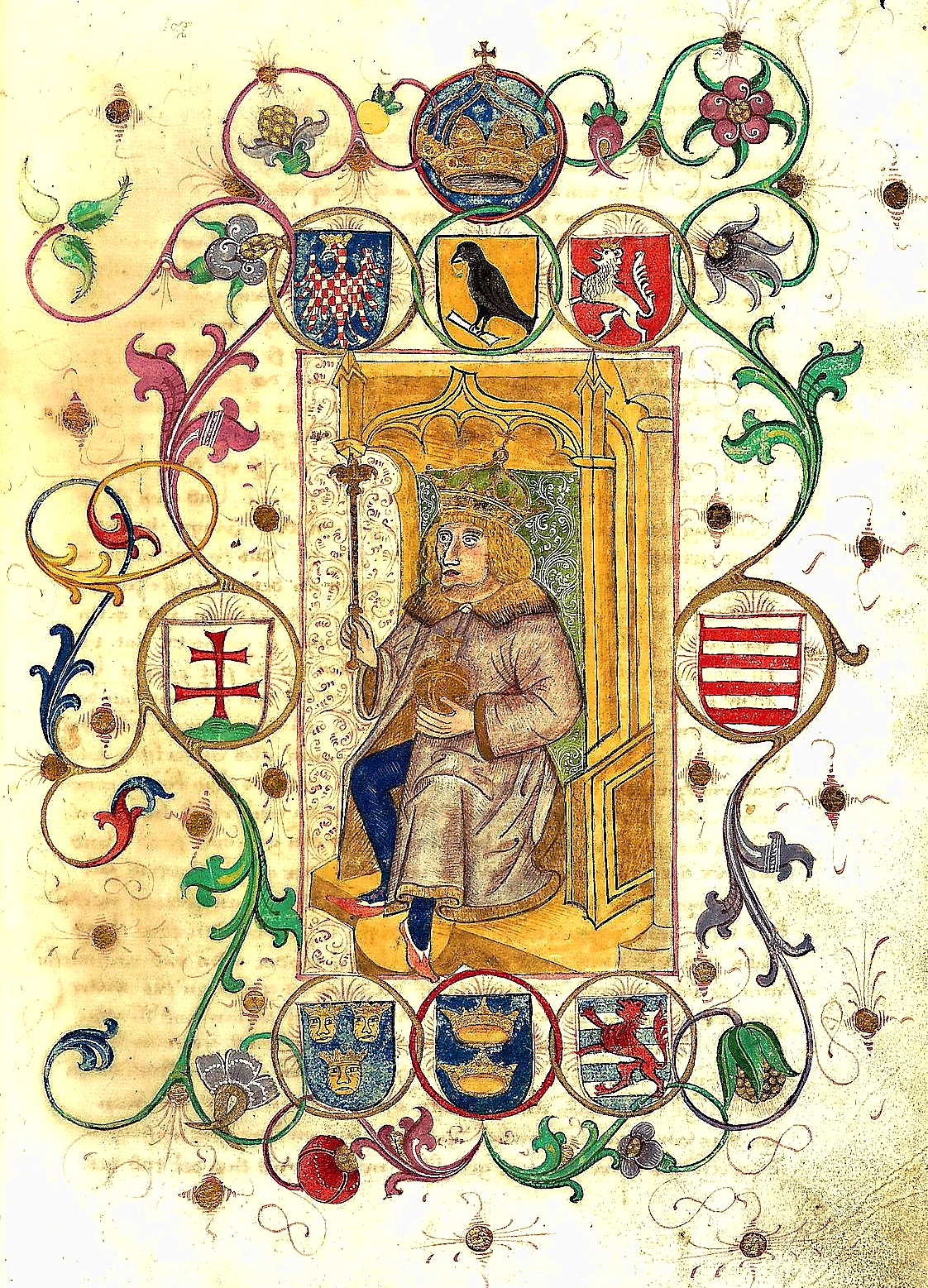
24 janvier : Mathias Corvin est élu roi de Hongrie. Il met en place plusieurs grandes réformes administratives et judiciaires, créé une armée et développe la nation sur le plan commercial et culturel. Il pratique une politique centralisatrice en mettant en place une fiscalité destinée à poursuivre la lutte contre les Ottomans, en développant les villes qui échappent aux barons pour passer sous la protection du roi. Illustration de Johannes de Thurocz (1490)

- 24 janvier : Mathias Ier Corvin, fils cadet de Jean Hunyadi est élu roi de Hongrie par les magnats (petite noblesse magyare) à l’âge de 17 ans malgré la forte opposition des partisans de l’empereur Frédéric III (fin en 1490)[2].
- 3 février : régence partagée en Serbie entre la veuve du despote, Hélène Paléologue, son fils Stépan l’Aveugle et le chef de l’armée, Michel Angelovic, frère du vizir ottoman Mahmud Pacha Angelović. Hélène et Stépan, partisans de l’alliance avec la Hongrie, s’opposent à Michel Angelovic, qui est arrêté et emprisonné en Hongrie (31 mars), ce qui provoque la réaction du sultan[1]. Mahmoud Pacha marche sur le Danube et occupe la plupart des forteresses serbes encore libres mais épargne Semendria (août) et se replie sur Kosovo. Il aurait été repoussé par les Valaques à Turnu Severin après avoir passé le Danube.

- 9 février : Mathias Corvin décide d’épouser Catherine, la fille de Georges de Poděbrady[3], plutôt que celle du palatin Garai, un des assassins de son frère.
- 2 mars : Georges de Poděbrady, chef des utraquistes, est élu roi de Bohême (fin en 1471)[3]. Il entame des négociations avec le Saint-Siège. Le pape intransigeant le dépossède de son royaume et fait appel à Mathias Corvin de Hongrie (1465).
- 25 mars : Miguel Lucas de Iranzo (es) devient connétable de Castille[4].

- 11 mai : prise de Gênes par René d'Anjou pour le roi de France. Son fils Jean de Calabre en devient le gouverneur. Il mène la guerre contre les Aragonais (fin en 1462)[5].

- 27 juin : mort d'Alphonse V d'Aragon[6].
  - Début du règne de Jean II (1398-1479), roi d’Aragon et de Sicile (insulaire).
  - Début du règne de Ferdinand Ier ou Ferrante (1423-1494), roi de Naples (fin en 1494). Il continue l’œuvre de restauration entreprise par son père. Il doit repousser une tentative d’invasion de René d’Anjou.

- Juin : Mathias Corvin démet le palatin Garai de ses fonctions ainsi que les autres barons de son clan[7]. Son propre oncle Mihály Szilágyi projette une nouvelle croisade contre les Turcs pour rattacher les restes du despotat de Serbie à la Hongrie, notamment Belgrade et Semendria (Smederevo). Furieux de cette initiative, Mathias Corvin démet son oncle de ses fonctions de gouverneur de Hongrie.
- 26 juillet : conspiration du clan Garai-Ujlaki contre Mathias Corvin, rejoint par le voièvode de Transylvanie Mihály Szilágyi[7]. Une vingtaine de baron qui élisent roi de Hongrie l’empereur Frédéric III (17 février 1459). Celle-ci échoue car Mathias envoie contre les conjurés 36 barons et 12 prélats qui finissent par avoir le dessus.

- 6 août : reddition de Corinthe, clé de la Morée[1]. La totalité de la Grèce est au pouvoir des Turcs ottomans.
- 19 août : Enea Silvio Piccolomini est élu pape sous le nom de Pie II (fin du pontificat en 1464)[8]. Il passe un accord avec Calixte III Borgia qui se retire à Civitavecchia peu de temps avant sa mort.
- 11 septembre : Casimir IV de Pologne fait reconnaître par le pape Pie II un disciple d’Isidore de Kiev, Grégoire, comme métropolite de Kiev pour diviser l’Église russe[9].
- 10 octobre : le duc d’Alençon est jugé par la cour des Pairs à Vendôme et condamné à mort ; l’exécution de la sentence est différée par ordre royal et il est enfermé au château de Loches. Le duché d’Alençon est annexé au domaine royal[10].
- 24 octobre : conquête de Ksar-es-Seghir par les Portugais[11].

- 29 novembre : création du Consiglio del Cento à Florence[12].
- 26 décembre : François II (1435-1488) devient duc de Bretagne[13].

- Mort des derniers évêques éthiopiens, Mika'él et Gâbre'él[14]. Zara Yacoub ayant fait emprisonner l’envoyé du sultan mamelouk, le souverain égyptien avait en représailles fait rouer de coups le patriarche d’Alexandrie et empêché de nommer les évêques en Éthiopie. L’Église d’Éthiopie se trouve dans l’impossibilité d’avoir de nouveaux prêtres jusqu’en 1480.

## Naissances en 1458
- Johann Schöning (mort en 1502), homme politique et maire de Riga

## Décès en 1458
- 6 août : Calixte III, pape.
- 26 décembre : Arthur III, duc de Bretagne.

- `Alî ben Yûsûf, régent watasside du sultan mérinide du Maroc.